# Tulbaghia capensis
Tulbaghia capensis là một loài thực vật có hoa trong họ Amaryllidaceae. Loài này được L. miêu tả khoa học đầu tiên năm 1771.